# Baza lotnicza En Szemer
Baza Lotnicza En Szemer – wojskowa baza Sił Powietrznych Izraela położona przy kibucu En Szemer, na południe od masywu górskiego Karmel, w Izraelu.

## Historia
Lotnisko zostało wybudowane w 1945 roku przez Brytyjczyków. Służyło ono jako baza Royal Air Force. W 1948 kontrolę nad lotniskiem przejęli Izraelczycy.
W 2001 planowano budowę na terenie bazy baterii rakiet antyrakietowych Arrow, jednak silne sprzeciwy mieszkańców uniemożliwiły realizację tego projektu.

## Obecna eksploatacja
Wyjątkową rzeczą jest wykorzystanie wojskowych lotnisk Izraela do celów cywilnych. Wynika to głównie z kwestii braku nowo budowanych lotnisk. W związku z tym, nie ma żadnego innego rozwiązania jak tylko wykorzystywać istniejące lotniska wojskowe do celów cywilnych. Na mocy zawartych porozumień Siły Powietrzne Izraela wyraziły zgodę na wykorzystywanie bazy En Szemer do celów cywilnych. Przy lotnisku działa nieliczny klub, którego członkowie dysponują trzema szybowcami i jednym samolotem szkolno-turystycznym Piper Cub Organizują oni kursy szybowcowe oraz oferują loty wycieczkowe.
Na terenie bazy nie stacjonuje żadna eskadra bojowa. Baza pełni funkcję rezerwowego lotniska. 2 czerwca 2003 roku Israel Aerospace Industries i Europejski Koncern Lotniczo-Rakietowy i Obronny przeprowadziły na lotnisku En Szemer próbne loty bezzałogowego aparatu latającego UAV pod nazwą „Eagle 1”, który został zbudowany dla potrzeb Francuskich Sił Powietrznych.